# 舞川るみ
舞川 るみ（まいかわ るみ）は、日本の女性歌手。群馬県桐生市出身。

## 略歴

### デビュー前
- 東京スチュワーデス専門学院 国際エアライン学科卒業。
- 2005年（平成17年）- 全国歌仲間連合会 全国大会出場（上級プロ部門 歌唱賞受賞）。
- 2006年（平成18年）- テレビ埼玉「スター誕生エフワン歌のグランプリ」決勝大会1位受賞。

### デビュー後
- 2007年（平成19年）- FM桐生でパーソナリティを務める[1]。
- 2008年（平成20年）- 群馬県PR曲「ぼくの☆ぐんま」メインボーカルとしてレコーディングに参加[2]。
- 2009年（平成21年）4月 - 桐生市交通安全運動推進大会にて桐生警察署1日警察署長を務めた[3]。
- 2010年（平成22年）- 川口オート スポーツニッポン新聞社杯GⅡオート名匠戦 イベント「舞川るみスペシャルコンサート」出演。
- 2011年（平成23年）- 群馬県解体工事業協同組合イメージキャラクターとしてポスターカレンダーに起用（～現在）。
- 2015年（平成27年）12月 - NHKラジオ第一放送「きらめき歌謡ライブ」出演[4]。
- 2016年（平成28年）6月・10月 - テレビ埼玉「あーとハート倶楽部」出演。
- 2017年（平成29年）- 桐生ボート 競艇タイムス杯 イベント歌謡ショー出演。
- 2018年（平成30年）
  - 8月 - 桐生八木節まつり ライブステージ出演[5]。
  - 8月28日 - 前橋市敷島球場で開催された、プロ野球公式戦「西武vs楽天戦」の試合開始前に国歌独唱[6]。群馬県内での西武主催試合における国歌独唱は初めて[7][8]。
- 2019年（令和元年）5月8日 - 前橋市敷島球場で開催された、プロ野球公式戦「西武vs千葉ロッテ戦」の試合開始前に国歌独唱。

## 楽曲

### シングル
- 2007年 - 1st「黒いカナリア」c/w「夢航路」[9]：デビュー曲
- 2009年11月1日 - 2nd「磯部慕情」c/w「人生応援歌～道～」
- 2014年6月25日 - 「ラストナイト・イン札幌」：「サザンクロス&ルミ」名義で全国デビュー[10][11]。
- 2015年11月25日 - 3rd「せつなくて」c/w「愛しすぎてもイイかしら」：ソロ全国デビュー[12]。
- 2017年11月29日 - 4th「Cross Road」c/w「雲に永遠に…」：ROGUE（ローグ）の香川誠プロデュース[13]。

### アルバム
- 2009年7月25日 - ミニアルバム『艶歌』

1. まつり
2. 愛・乱舞
3. ご縁めぐり

- 2013年2月14日 - 『愛艶歌』

1. 万年雪
2. 幾つもの時を越えて
3. 「手紙」
4. 桐生機街詩の街
5. 夜のサンロード
6. 大泉DEサンバ
7. ご縁めぐり～旅立ち

- 2016年8月5日 - ミニアルバム（シングルカット）
  - 「桐生機街詩の街」c/w「夜のサンロード」

## 出演番組
- ラジオ日本「長坂嘉明の演歌の旅」毎月第2水曜日深夜（木曜）午前2時

### 過去の出演番組
- 下仁田ウェブラジオ「舞川るみのときめきChu'sday」毎週火曜18時 - 2020年（令和2年）8月25日番組終了
- まえばしCITYエフエム「お熱いのがお好き」毎週金曜14：30（月1回準レギュラー）[14] - 2019年（平成31年）3月番組終了
- FM桐生「舞 Love Music」毎週土曜16：00[15]・再放送 ①日曜4：00・②日曜13：00 - 2022年（令和4年）10月番組終了